# شهرستان مونتگومری (کارولینای شمالی)
شهرستان مونتگومری، کارولینای شمالی (به انگلیسی: Montgomery County, North Carolina) یک سکونتگاه مسکونی در ایالات متحده آمریکا است که در کارولینای شمالی واقع شده‌است.

## خصوصیات
شهرستان مونتگومری ۱٬۳۰۰٫۱۸ کیلومترمربع مساحت دارد.